# Calgary Cowboys
I Calgary Cowboys sono stati una squadra di hockey su ghiaccio della World Hockey Association con sede nella città di Calgary, nella provincia dell'Alberta. Nacquero nel 1975 e si sciolsero nel 1977. Disputarono i loro incontri casalinghi presso lo Stampede Corral.

## Storia
Il primo tentativo di portare la WHA a Calgary risale al 1972, con l'accordo raggiunto per la creazione dei Calgary Broncos, tuttavia la scomparsa del proprietario portò al trasferimento della squadra a Cleveland con il nome di Cleveland Crusaders. Si dovettero aspettare tre anni, dopo la decisione del proprietario Jim Pattison di sciogliere i Vancouver Blazers e di trasferirsi a Calgary.
A quell'epoca iniziarono tuttavia ad emergere le prime difficoltà della WHA e i neonati Cowboys dovettero far fronte alla difficoltà di trovare un'arena adeguata: lo Stampede Corral conteneva solo 6.450 posti a sedere, insufficienti per una franchigia professionistica. Fu lanciato un piano per ampliare l'impianto fino a 15.000 posti ma tutto dipendeva dal successo dei Cowboys.
Nella prima stagione la squadra si qualificò per i playoff, e al primo turno sconfissero i Quebec Nordiques. La serie fu contraddistinta da una rissa generale che coinvolse le due squadre, al punto che fu necessario l'intervento della polizia per calmare i giocatori. Nelle semifinali però Calgary fu sconfitta dai Winnipeg Jets.
Nella stagione 1976-77 Calgary cercò di inserirsi fra le trattative per la fusione della WHA con la National Hockey League, però il problema era quello dello stadio e che sarebbero stati necessari almeno due anni per avere un nuovo palazzetto adatto agli standard NHL. Quell'anno i Cowboys non giunsero ai playoff, e anche a causa della scarsa affluenza il proprietario Jim Pattison decise di sciogliere la squadra nell'estate del 1977. La NHL sarebbe giunta in città nel 1980 con l'arrivo dei Calgary Flames.

## Record stagione per stagione
| Calgary Cowboys |          |    |    |    |   |    |     |     |    |                                                             |
| 1975-76         | Western  | 80 | 41 | 35 | 4 | 86 | 307 | 282 | 3° | vince 1º turno (Quebec) 4-1 perde semifinali (Winnipeg) 1-4 |
| 1976-77         | Canadian | 81 | 31 | 43 | 7 | 69 | 252 | 296 | 5° |                                                             |

## Record della franchigia

### Carriera
Gol: 44  Danny Lawson (1975-76)
Assist: 52  Danny Lawson (1975-76)
Punti: 96  Danny Lawson (1975-76)
Minuti di penalità: 196  Butch Deadmarsh (1975-76)
Gol: 69  Ron Chipperfield
Assist: 71  Danny Lawson
Punti: 139  Danny Lawson
Minuti di penalità: 273  Butch Deadmarsh
Partite giocate: 156  Ron Chipperfield e Chris Evans